# Messua (zoologia)
Messua Peckham & Peckham, 1896 è un genere di ragni appartenente alla famiglia Salticidae.

## Etimologia
Il nome del genere deriva da Messua, personaggio immaginario (donna di un villaggio indiano che adotta Mowgli) de Il libro della giungla e Il secondo libro della giungla di Rudyard Kipling.

## Distribuzione
Le 10 specie oggi note di questo genere sono diffuse dagli USA alla Guyana: tre specie sono endemiche solo a Panama, due nel solo Messico e una in El Salvador.

## Tassonomia
Questo genere è stato rimosso dalla sinonimia con Zygoballus Peckham & Peckham, 1885, a seguito di uno studio dell'aracnologo Maddison del 1996, che vi ha aggiunto anche alcune specie prima attribuite a Metaphidippus.
A maggio 2010, si compone di 10 specie:
- Messua centralis (Peckham & Peckham, 1896) — Panama
- Messua dentigera (F. O. P.-Cambridge, 1901) — dal Guatemala a Panama
- Messua desidiosa Peckham & Peckham, 1896[2] — Costa Rica, Panama
- Messua donalda (Kraus, 1955) — El Salvador
- Messua latior (Roewer, 1955) — Panama
- Messua laxa (Chickering, 1946) — Panama
- Messua limbata (Banks, 1898) — USA, Messico
- Messua moma (F. O. P.-Cambridge, 1901) — dal Guatemala alla Guyana
- Messua octonotata (F. O. P.-Cambridge, 1901) — America centrale
- Messua pura (Bryant, 1948) — Messico
- Messua tridentata (F. O. P.-Cambridge, 1901) — Messico